# Robert Van Damme
Robert Kovařík (Checoslovaquia, 11 de agosto de 1969), más conocido por su nombre artístico Robert Van Damme, es un actor pornográfico y productor de cine checo especializado en pornografía gay del ámbito gay-for-pay.

## Biografía

### Primeros años
Durante su juventud se desempeñó como jugador profesional de hockey sobre hielo en la Primera División con el equipo LHK Jestřábi de Prostějov, Checoslovaquia.

### Carrera pornográfica
En 2003 migra hacia los Estados Unidos y se integra al estudio Blue Blake, donde debuta en su primera película Musclemen Moving Company, Inc., allí adquirió notoriedad dentro del medio pornográfico estadounidense. Continuó su carrera por diversos estudios cinematográficos del ámbito homosexual, así fue como fue contratado por Falcon Studios para participar en las películas The Hunted y Beefcake, donde también fue contratado por Hot House Entertainment.
A pesar de que Van Damme es declarado abiertamente como bisexual y se ha casado en dos oportunidades con mujeres, desde 2004 se desempeñó en papeles solamente dentro de la pornografía gay, destacándose por su contextura física musculosa y por poseer un pene de 20 cm, haciéndose conocido por su rol sexual únicamente de activo. 
En su labor como productor, fundó su propia casa de producciones pornográficas, RVD Productions,  realizando su primera producción Private Party, una trilogía de películas pornográficas sólo de sexo gay. Es en la película Private Party 3 (2009), donde realiza por primera vez donde realizó su primera escena de pasivo junto al actor Tyler Saint.
Es también un promotor de la cultura fitness y ha trabajado como entrenador personal difundiendo campañas para la alimentación saludable y fomentar el ejercicio físico.

### Detención y encarcelamiento
Fue detenido por el Cuerpo de Alguaciles de Estados Unidos, dando cumplimiento a una orden emanada por un tribunal de justicia de Brno para extraditarlo a su natal República Checa, por su presunta participación en una banda delictual que asaltó un camión blindado que transportaba 2,3 millones de coronas checas de propiedad de un banco checo. En el atraco resultó herida de bala una persona.  Anteriormente ya registraba antecedentes en la Policía de los Estados Unidos por violencia doméstica hacia su primera esposa, quien también era su socia en la productora que montaron juntos.  En marzo de 2014 fue declarado culpable como cómplice de su participación en el asalto y condenado a nueve años de reclusión efectiva.

## Filmografía

### Actor
- Cowboy Rides Again (2004)
- Musclemen Moving Company, Inc. (2004)
- Cock Scene Investigators (2005)
- Hard Mechanics 2 (2005)
- Hunted (2005)
- Service for 10 (2005)
- Young Gods (2005)
- At Your Service (2006)
- Beefcake (2006)
- Black (2006)
- Black-N-Blue (2006)
- Bodybuilders' Jam 14 (2006)
- Full Throttle (2006)
- Justice (2006)
- Justice: Hardcore Director's Cut (2006)
- Trunks 2 (2006)
- Alex Collack Collection (2007)
- Bodybuilders' Jam 25 (2007)
- Hungry 4 Sex 2 (2007)
- Jason Ridge Collection (2007)
- Muscle Pit (2007)
- Muscle Voyeur (2007)
- Anal Intruder (2009)
- Butt Bouncers (2009)
- Cocks in Paradise (2009)
- Private Party (2009)
- Private Party 3 (2009)
- Dirty Muscle (2010)
- Francesco D'Macho Collection (2010)
- Whorrey Potter And The Sorcerer's Balls (2010)
- All Star Studs (2011)
- Cum Guzzlers (2011)
- Executives: Gentlemen 3 (2011)
- Perverts (2011)
- Big Dicks at School 3 (2012)
- Jizz Orgy (2012)
- Real Escorts Of America (2012)
- Str8 to Gay 5 (2012)
- Uncut Fuckers (2012)
- XX Years of XXX: Hot House (2013)
- What a Lad Wants (2014)

### Director
- Butt Bouncers (2009)
- Cocks in Paradise (2009)
- Private Party 3 (2009)
- Real Escorts Of America (2012)

## Premios

### Ganador
- Grabby Awards — Salón de la Fama de 2009

### Nominaciones
- Grabby Awards 2007
- GayVN Awards 2008